# Jale Dreloa
Jale Dreloa (21 aprile 1995) è un calciatore figiano, difensore del Rewa.

## Carriera

### Club
Ha sempre giocato nel campionato figiano.

### Nazionale
Ha partecipato ai Mondiali Under-20 del 2015.
È stato convocato per le Olimpiadi del 2016 e per la Coppa d'Oceania del medesimo anno.

## Palmarès

### Club

#### Competizioni nazionali
- Campionato figiano: 1

Suva: 2014